# Christoph Störmer
Christoph Störmer (* 2. Juli 1950 in Gomfritz, Landkreis Schlüchtern) ist ein deutscher Theologe und Autor aus Hamburg.

## Leben
Störmer studierte Evangelische Theologie und Erziehungswissenschaften an den Universitäten in Kiel und Hamburg. Zu Arbeits- und Studienaufenthalten lebte er in London und New York.
Vom 1. bis 17. April 1979 besetzte er mit etwa 400 Atomkraftgegnern anlässlich des Atomunfalls im Kernkraftwerk Three Mile Island am 28. März 1979 die Hauptkirche St. Petri in Hamburg, um auf die Gefahren der Kernenergie aufmerksam zu machen. Dafür erhielt er von der Kirchenleitung einen Verweis.
Ab 1980 war Störmer Gemeindepastor in der Martin-Luther-King-Gemeinde in Hamburg-Steilshoop und ab 1987 in der Kieler Stadtrandgemeinde Altenholz. Von 2002 bis zum Ruhestandsbeginn Ende 2015 war er Hauptpastor an der Hauptkirche St. Petri in Hamburg. 1992 brachte er die erste Photovoltaikanlage in der nordelbischen Kirche auf ein Kirchendach. 2014 gründete er mit dem Reeder Peter Krämer eine Initiative gegen den Export von Rüstungsgütern aus dem Hamburger Hafen. Außerdem initiierte er als Hauptpastor den Staffel-Marathon mit Teilnehmenden aus Hamburgs neun Partnerstädten im Rahmen des jährlichen Hamburg-Marathons.
Seit Anfang der 1990er Jahre ist Störmer Autor beim NDR (Morgenandachten und Glaubenssachen auf NDR Kultur).

## Schriften
- Alle Sinne beisammen (2003, Friedrich Wittig Verlag Kiel, ISBN 3-8048-4478-2)
- Das Christentum in 100 Fragen und Antworten (2015, Gütersloher Verlagshaus, 2. Auflage 2016, ISBN 978-3-579-08517-3)
- Wie ein rollender Stein (2015, Lutherische Verlagsgesellschaft, ISBN 978-3-87503-182-9)
- Aus dem Berg der Verzweiflung einen Stein der Hoffnung schlagen – Von Heimsuchungen und Zeitenwenden (2023, Lutherische Verlagsgesellschaft, ISBN 978-3-87503-302-1)